# امباتومانتی، ایکلاماونی
امباتومانتی، ایکلاماونی (به لاتین: Ambatomainty, Ikalamavony) یک سکونتگاه مسکونی در ماداگاسکار است که در هائوته ماتسیاترا واقع شده‌است.

## خصوصیات
امباتومانتی ۶٬۰۰۰ نفر جمعیت دارد و ۷۴۹ متر بالاتر از سطح دریا واقع شده‌است.